# ジャボアタン・ドス・グアララペス
ジャボアタン・ドス・グアララペス（Jaboatão dos Guararapes [ʒabwaˈtɐ̃w duz ɡwaɾaˈɾapis]）は、ブラジルのペルナンブーコ州の都市である。人口は約70万人（2020年）。州都レシフェの南に隣接し、都市圏の一部である。重要な工業中心地であり、ユニリーバやコカ・コーラのような会社が進出し、多くのブラジル産ビールの工場がある。